# Balmaceda bitaeniata
Balmaceda bitaeniata är en spindelart som beskrevs av Cândido Firmino de Mello-Leitão 1922. 
Balmaceda bitaeniata ingår i släktet Balmaceda och familjen hoppspindlar. Inga underarter finns listade.